# 小平信因
小平 信因 （こだいら のぶより、1949年3月18日 - ）は、日本の経産官僚。内閣府政策統括官等を経て、資源エネルギー庁長官を最後に退官後、トヨタ自動車代表取締役副社長、公益財団法人トヨタ財団会長、KDDI取締役、国際経済研究所取締役、愛知製鋼監査役、トヨタ自動車東日本監査役などトヨタグループの役職を歴任した。

## 略歴
- 1972年（昭和47年） - 通商産業省入省（大臣官房調査課）
- 1974年（昭和49年） - 通商政策局国際経済課
- 1978年（昭和53年） - ケンブリッジ大学大学院修士課程修了[1]
- 1980年（昭和55年） - 機械情報産業局自動車課
- 1986年（昭和61年） - 産業政策局産業組織政策室長[2]
- 1988年（昭和63年） - 日本貿易振興会ニューヨークセンター産業調査員[2]
- 1991年（平成03年） - 通商政策局米州課長
- 1993年（平成05年） - 産業政策局産業資金課長
- 1995年（平成07年） - 資源エネルギー庁石油部計画課長
- 1996年（平成08年） - 機械情報産業局総務課長
- 1997年（平成09年） - 大臣官房会計課長
- 1998年（平成10年） - 経済戦略会議事務局次長
- 1999年（平成11年） - 資源エネルギー庁石油部長
- 2000年（平成12年） - 通商政策局次長
- 2001年（平成13年） - 製造産業局次長
- 2002年（平成14年） - 内閣府政策統括官（経済財政運営担当）
- 2003年（平成15年） - 内閣府政策統括官（経済社会システム担当）
- 2004年（平成16年） - 資源エネルギー庁長官
- 2008年（平成20年） - トヨタ自動車株式会社顧問就任
- 2009年（平成21年） - 常務役員
- 2010年（平成22年） - 専務取締役
- 2011年（平成23年） - 取締役、専務役員
- 2012年（平成24年） - 代表取締役副社長
- 2013年（平成25年） - IT・ITS本部統括
  - 同年 - 渉外・広報本部統括
  - 同年 - 総務・人事本部統括
  - 同年 - 経理本部統括
  - 同年 - KDDI株式会社取締役
- 2015年（平成27年） - 愛知製鋼株式会社監査役、トヨタ自動車東日本株式会社監査役
- 2016年（平成28年） - 代表取締役副社長退任
  - 同年 - 公益財団法人トヨタ財団会長
- 2017年（平成29年） - トヨタ自動車取締役退任